# السند (تونس)
السند إحدى مدن بالجمهورية التونسية، تقع في ولاية قفصة. لغة السند كانت لغة أمازيغية مستعملة في منطقة السند، لكنها اندثرت في الستينات.

### مواضيع ذات علاقة
- ولاية قفصة.